# Corentine Quiniou
Pour les articles homonymes, voir Quiniou.
Corentine Quiniou, née le 16 mai 1982 à Paris, est une pilote automobile professionnelle française. 

## Biographie
Corentine Quiniou est une des rares pilotes à avoir décroché des victoires à la fois sur circuits en Europe et en rallyes et rallye-raids. Elle commence la compétition en karting à 14 ans, en endurance, et participe aux 24 Heures du Mans dans cette discipline.
En 2001, elle intègre La filière FFSA au Mans en sport-études. En 2004, elle obtient un diplôme de commerce international et de communication à l'American University of Paris. Elle participe en même temps à des courses d'endurance, de Formule France, et à ses premiers rallyes.
Elle monte pour la première fois sur un podium en 2004, terminant troisième du Rallye des Princesses sur une Alfa Romeo Duetto.
Corentine Quiniou se consacre à plein temps à la course automobile depuis 2005, année où elle remporte le Rallye des Princesses sur une Porsche 911, et monte sur le podium de sa catégorie au rallye de Tunisie sur Toyota Land Cruiser. Elle termine aussi deuxième du Rallye Aïcha des Gazelles.

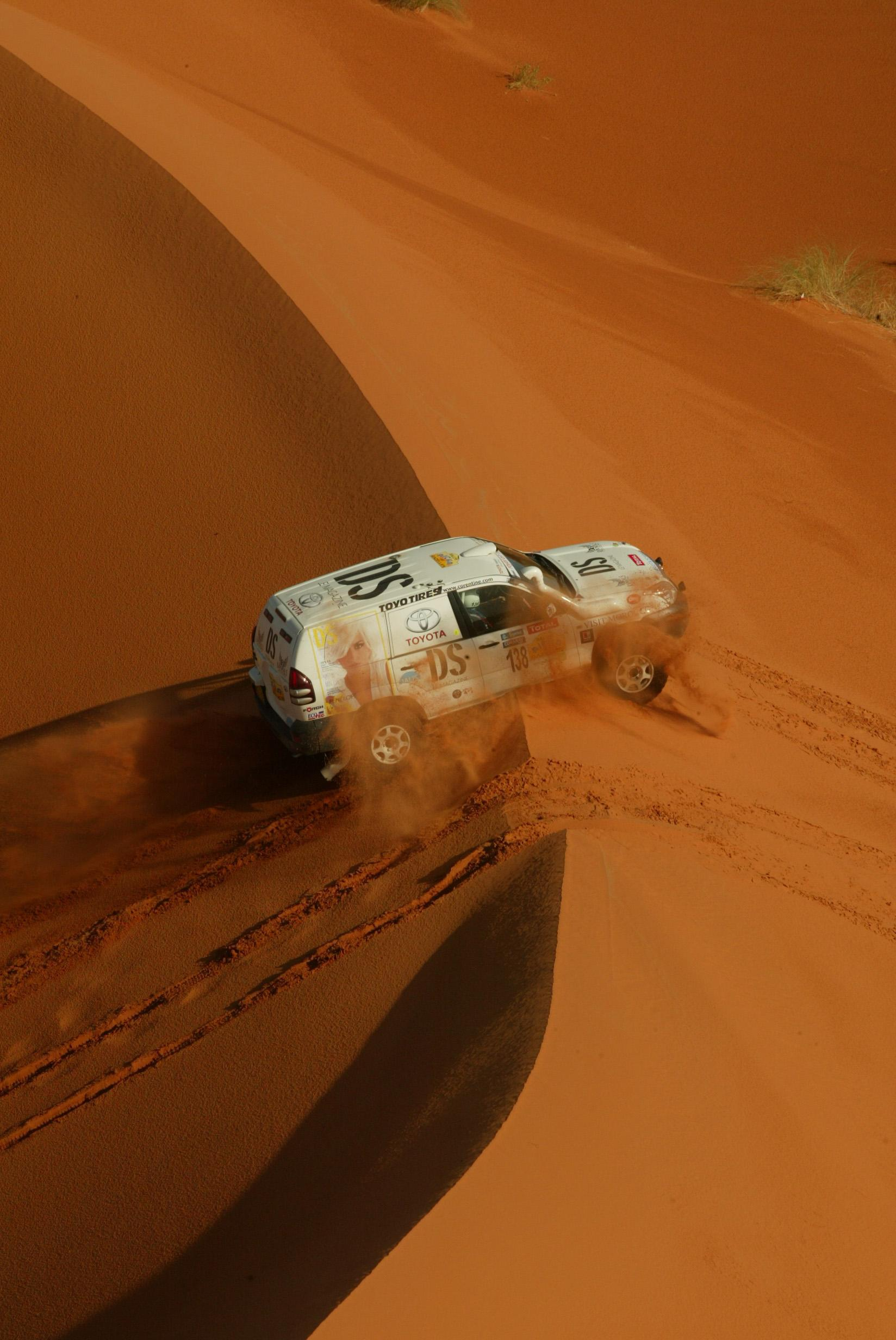
L'équipage 138 (Quiniou/Migraine-Bourgnon) sautant les dunes avec leur Toyota Landcruiser.

En 2006, elle termine 49e du Dakar sur Toyota Land Cruiser, se classant 1er équipage féminin et 1er des équipages les plus jeunes. Elle remporte pour la première fois le Rallye Aicha des Gazelles sur la même voiture.
En 2007, elle gagne à nouveau le Rallye Aïcha des Gazelles et termine 8e de la Transafricaine Classic de Paris à Dakar, avec une victoire d'étape et la victoire du classement féminin. Elle se classe cinquième du championnat Classic Endurance Racing (en) en Europe sur une Chevron B16.
En 2008, elle remporte le championnat Classic Endurance Racing sur une autre Chevron B16, au classement P1 et au classement des pilotes, réalisant sa meilleure performance sur le circuit de Spa-Francorchamps. Elle dispute aussi la Peugeot 207 THP Spider Cup en Europe.
En 2009, elle remporte une nouvelle victoire au Rallye Aïcha des Gazelles du Maroc. Corentine Quiniou est la seule participante à avoir gagné ce rallye trois fois : en 2006, 2007 et 2009. Elle enchaîne avec des courses de VLN, VdeV, et se classe troisième dans sa catégorie au 24 heures du Nürburgring le 24 mai. Elle commente ses 24 heures de compétition en temps réel sur Twitter. C'est sa première année sur la Nordschleife.
Entre deux courses de Classic Endurance Racing, elle participe à la première édition du Gstaad Classic à bord d'une Jaguar XK150 de 1959.
Corentine Quiniou commence la saison 2010 mi-janvier, en disputant les 24 Heures de Dubaï sur une Aston Martin V8 Vantage. Intégrée à l’équipe Cedar Racing Team, elle franchit la ligne en 8e place de la catégorie GT4, et finit 49e au classement général, après avoir connu quelques soucis mécaniques en début de course. Cette même saison, son équipage est éliminé du Rallye Aïcha des Gazelles pour avoir, selon les organisateurs de la compétition, falsifié les données enregistrées par le véhicule,.

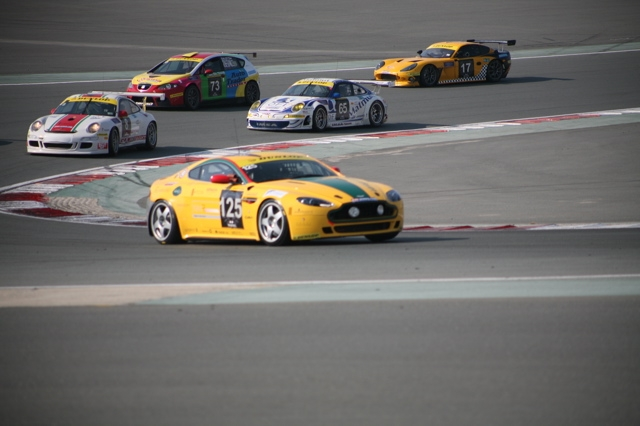
Au premier plan, la voiture de Corentine Quiniou lors des 24 heures de Dubaï.

## Palmarès
- 2010 :
  - L'équipage de Quiniou est disqualifié sur la dernière étape du Rallye Aïcha des Gazelles pour avoir, selon les organisateurs, manipulé l’odomètre de leur Toyota Land Cruiser et le système de repérage par satellite[2],[3].
  - 8e en GT4 et 49e au général des 24h de Dubai (Aston Martin)
- 2009 :
  - 1re du Rallye des Gazelles (catégorie 4X4)
  - 3e de sa catégorie, 24 heures du Nürburgring
- 2008 : 1re du championnat Classic Endurance Racing
- 2007 :
  - 1re du Rallye des Gazelles
  - 1er équipage féminin de la Transafricaine Classic, 8e au général, 1 victoire d’étape
  - 5e du championnat Classic Endurance Racing
- 2006 :
  - 1er équipage féminin au Lisbonne-Dakar, 49e au général, 1er équipage jeune
  - 1re  du Rallye des Gazelles
- 2005 :
  - 1re du Rallye des Princesses
  - 2e du Rallye des Gazelles
  - 3e de la catégorie production diesel sur le Rallye Optic 2000 Tunisie
- 1999-2004 : 
  - 24h du Mans et championnat de France d’endurance Karting, Formule France, Formule Renault Elf Campus…